# Кола, Андреа
Андреа Кола (итал. Andrea Cola; родился 9 июня 1999 года в Риме) — итальянский автогонщик, в настоящее время выступающий в серии гонок FIA CEZ Formula 3 за команду Monolite Racing. Андреа Кола так же является действующим чемпионом этой серии.

## Карьера

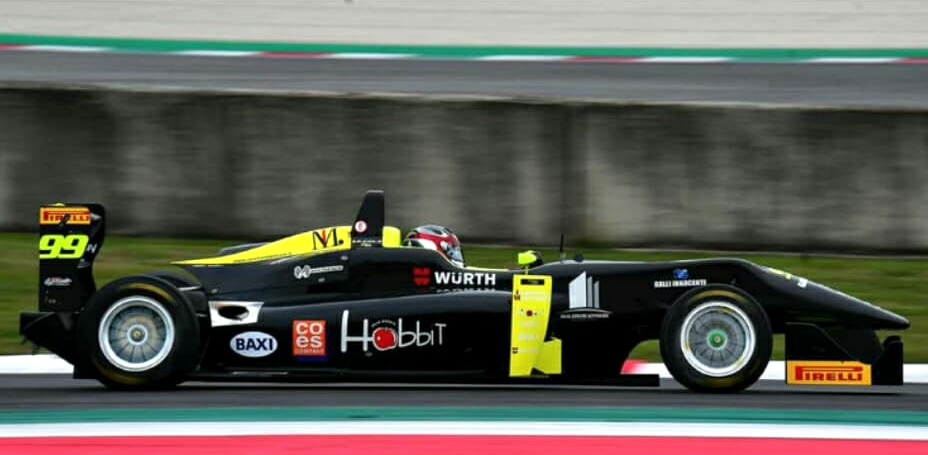
Андреа Кола на Dallara F312-Mercedes HWA в 2017

Андреа начал участвовать в гонках в 2009 году, когда ему было 10 лет, и его первые соревнования были на картинге. Получив опыт в итальянском чемпионате региона Лацио в категории объем двигателя 60 см³ в 2009 и 2010 годах, он принял участие в этом же чемпионате, но в юниорской категории 125 см³ в 2011 и 2012 годах. В чемпионате 2012 года он занял второе место.
В июне 2016 года Андреа дебютировал в Формуле-Абарт в F2 italian Formula Trophy с командой Monolite Racing (в середине чемпионата) на трассе Мизано, где занял первое место в своей категории в обеих гонках.
1 апреля 2017 года Андреа дебютировал в Формуле-3, снова запустив свою машину F312 Dallara-Mercedes на трассу Мизано. Он был первым в первой гонке, но сошел на последнем повороте, а во второй гонке он занял третье место. Thanks to the good standings in the last two races on the Brno Circuit he won the FIA CEZ Formula 3 Championship 2017. В 2017 году он также участвовал в чемпионатах Австрийском кубке Формула-3,  Afr Pokale, чемпионате FIA CEZ Formula 3. Его первая победа в Формуле 3 была во второй гонке на трассе Ред Булл Ринг, в Шпильберге (Австрия). Благодаря хорошим позициям в обеих гонках на трассе Брно, он выиграл чемпионат FIA CEZ Formula 3.
В 2018 году он снова участвует в чемпионате FIA CEZ Formula 3. Он занял первое место в своей категории в первых двух гонках сезона в Хунгароринге 28 и 29 апреля. На трассе Red Bull Ring, во втором раунде сезона, он занял третье место в первой гонке и второе место во второй гонке в своей категории.